# Smeđeglavi hvataš
Smeđeglavi hvataš (lat. Ateles fusciceps) vrsta je primata iz porodice hvataša koji živi u Središnjoj i Južnoj Americi. Živi u vlažnim tropskim i subtropskim šumama na nadmorskoj visini do 2500 metara u Kolumbiji, Nikaragvi i Panami. Kritično je ugrožena vrsta, jedan je od najugroženijih primata uopće.

## Izgled
Kao i svi hvataši ima dosta mršavo tijelo s dugim, tankim nogama i dugim repom. Tijelo je dugo 40-55 centimetara, dok je rep dug 60-85 centimetara. Prosječna težina je oko devet kilograma, a mužjaci su nešto veći i teži od ženki. Ruke su duge i kukaste, nemaju palca. Krzno mu je smeđe ili crne boje.

## Način života
Dnevna je životinja. Također je i arborealna; živi na drvetu, pa je vrlo vješt penjač. Živi u skupinama sastavljenim od 20 do 30 životinja, koje se u potrazi za hranom dijele u manje podskupine. Biljojed je, uglavnom se hrani plodovima i listovima.
Gestacija traje sedam ili osam mjeseci, a rezultat je obično jedna novorođena jedinka, koju majka doji oko 20 mjeseci. Spolno sazrijeva nakon četiri ili pet godina. Prosječan životni vijek ovog majmuna je 24 godine.

## Vanjske poveznice
- Ateles fusciceps